# Elie Mouton
Elie Mouton OCD (* 28. Januar 1643 in Mons; † 3. November 1708 in Bahia) war ein Karmelit und Missionsbischof.

## Leben
Laurent Mouton (Mutton) aus Mons in der Grafschaft Hennegau (Diözese Cambrai) legte am 14. Januar 1665 mit dem Ordensnamen Élie de Saint Albert im Kloster der Unbeschuhten Karmeliten in Löwen seine Ordensprofess ab. Nach dem Theologiestudium zum Priester geweiht, feierte er am 22. September 1668 seine erste Messe. 1675 war er am Missionsseminar St. Pankrazius in Rom und wurde im folgenden Jahr in die Mission nach Persien entsandt und 1683 Prior der von ihm gegründeten (zweiten) Karmelitenniederlassung in Dschulfa (Isfahan).
Am 26. Oktober 1693 zum Bischof von Isfahan ernannt, erhielt er seine Ernennungsurkunde am 8. April 1695 und wurde am 30. Dezember 1696 von seinem Vorgänger Louis-Marie Pidou de Saint-Olon, Bischof von Babylon, in der Klosterkirche der Karmeliten in Isfahan geweiht. Weiheassistenten waren der Prior der Augustiner, Gaspar dos Reis, und der Obere der Jesuiten. Von Unruhen vertrieben, musste er mit den verbleibenden Missionaren aus seiner Diözese fliehen. Nachdem sich die Verfolgung beruhigt hatte, wurde er 1699 von Schah Hosein als sein Botschafter nach Europa geschickt, um die christlichen Fürsten zu einem Bündnis gegen die Türken zu bewegen. Als er von diesem schwierigen Auftrag zurückkehrte, starb er am 3. November 1708 in Bahia (Brasilien) im Ruf großer Heiligkeit.